# Зигфрид (пфальцграф Саксонии)
Зигфрид (нем. Siegfried; умер 25 апреля 1038, похоронен в Виммельбурге) — пфальцграф Саксонии (1028—1038).
Сын некоей Уоты (умерла после 26 сентября 1045), брат Бруно, епископа Миндена (1037—1055).
В 1021 году упоминается с титулом граф, в 1028 году — с титулом пфальцграф. Согласно Титмару Мерзебургскому, имел какое-то отношение к Танкмару, сыну германского короля Генриха I Птицелова.
До него пфальцграфом Саксонии был некий Буркхард I, упоминаемый в этом качестве в 1003 году и в ноябре 1017 года (одновременно с 1004 года — граф Мерзебурга). Возможно, Зигфрид был его родственником или даже сыном, что и указано во многих генеалогиях.
В документе 1040 года пфальцграфом Саксонии назван Фридрих I Гозекский (умер в 1042), в 1042 году — граф Веймара Вильгельм IV, с 1042  — Дедо фон Гозек (сын Фридриха I Гозекского). Имели ли они какие-то родственные отношения с Зигфридом, не известно (согласно генеалогиям Фридрих I Гозекский и Дедо фон Гозек были сыновьями вышеназванного Буркхарда I).
Дата смерти и место захоронения Зигфрида установлены по сведениям «Саксонского анналиста».